# Carolyn Kizer
Carolyn Ashley Kizer (Spokane (Washington), 10 de diciembre de 1925 – Sonoma (California), 9 de octubre de 2014) fue una poeta y escritora feminista estadounidense, ganadora del Premio Pulitzer de Poesía de 1985.

## Biografía
Kizer nació en Spokane (Washington), en el seno de una pareja de Spokane socialmente prominente. Su padre, Benjamin Hamilton Kizer (1878–1978), quien tenía 45 años cuando nació, era un abogado de éxito. Su madre, Mabel Ashley Kizer, era profesora de biología y había recibido su doctorado en la Universidad de Stanford. Una vez le preguntaron a Kizer si estaba de acuerdo con la descripción de su padre como alguien que "parecía sumamente estructurado, inteligente, educado pero siempre algo distante". Su respuesta fue "y autoritario y severo" y que casi lo perdonó cuando lo escuchó declarar entre "miembros del Comité de Actividades Antiamericanas de la Cámara y otros villanos de la década de 1950, con un efecto aún más devastador", y, ella agregó: "Casi lo perdoné". 
Después de graduarse en la Lewis and Clark High School en Spokane, obtuvo su licenciatura en la Sarah Lawrence College (donde estudió mitologías comparativas con Joseph Campbell) en 1945 y se graduó tanto en la Universidad de Columbia (1945-1946) como en la Universidad de Washington (1946-1947).
Posteriormente se mudó al estado de Washington, y en 1946 se casó con Charles Stimson Bullitt, un abogado de una familia rica e influyente de Seattle, con quien tuvo tres hijos; Fred Nemo, Jill Bullitt y Ashley Bullitt. Su marido era le hijo de Dorothy Bullitt, que fundó la Bullitt Foundation y la King Broadcasting Company. En 1954, se matriculó en un taller de escritura creativa dirigido por el poeta Theodore Roethke. "Kizer tenía tres hijos pequeños, una casa grande en North Capitol Hill, suficiente dinero para sobrevivir y más que talento y determinación suficiente. Y aunque uno de sus poemas había sido publicado en The New Yorker cuando tenía 17 años, recuerda que necesitaba un empujón de Roethke para ponerse en serio". Su matrimonio con Bullitt acabó en divorcio en 1954.
En 1959, ayudó a fundar Poetry Northwest y fue su editora hasta 1965.
Fue nombrada como "Especialista en Literatura" para el Departamento de Estado de los Estados Unidos en Pakistán entre 1965 y 1966, durante el cual enseñó en ese país.En 1966, se convirtió en la primera directora de Programas Literarios de la recién creada National Endowment for the Arts. Renunció a ese cargo en 1970, cuando el presidente de la NEA, Roger L. Stevens, fue despedido por el presidente Richard Nixon. Fue consultora de la N.E.A. el año siguiente.
En la década de los 70 y 80, ocupó cargos como poeta residente o conferencista en universidades de todo el país, incluidas  Columbia,  Stanford,  Princeton, Universidad Estatal de San José  y la Universidad de Carolina del Norte en Chapel Hill. Ha sido escritora invitada en conferencias y eventos literarios en todo el país, así como en Dublín y París. Kizer también fue miembro de la facultad del Taller de Escritores de Iowa.
Fue nombrada para el cargo de Canciller de la Academia de Poetas Estadounidenses en 1995, pero renunció tres años después para protestar por la ausencia de mujeres y minorías en la junta de gobierno. Se casó con el arquitecto-historiador John Marshall Woodbridge. Cuando no estaba enseñando ni dando conferencias, dividía su tiempo entre su casa de Sonoma (California) y su apartamento en París.
Falleció el 9 de octubre de 2014 en Sonoma, California a causa de los efectos de la demencia.

### como autora
Poesía
- Cool, Calm, and Collected: Poems 1960-2000. Copper Canyon Press. 2001. ISBN 978-1-55659-181-5.
- Pro Femina: A Poem BkMk Press, University of Missouri-Kansas City, 2000, ISBN 9781886157309
- Harping On: Poems 1985-1995, Copper Canyon Press, 1996, ISBN 9781556591150
- The Nearness of You, Copper Canyon Press, 1986, ISBN 9780914742968
- Yin, BOA Editions, 1984, ISBN 9780918526441 — Ganador Premio Pulitzer.[10]
- Mermaids in the basement: poems for women, Copper Canyon Press, 1984, ISBN 9780914742807
- Midnight Was My Cry: New and Selected Poems, Doubleday, 1971
- Knock Upon Silence, Doubleday, 1965
- The Ungrateful Garden, 1961; Carnegie Mellon University Press, 1999, ISBN 9780887482762

Prosa
- Picking and Choosing: Prose on Prose, Eastern Washington University Press, 1995, ISBN 9780910055253
- Proses: Essays on Poets and Poetry, Copper Canyon Press, 1993, ISBN 9781556590450

Traducciones
- Carrying Over: Translations from Chinese, Urdu, Macedonian, Hebreo y francés (Copper Canyon Press, 1986)

### Como editora
- 100 Great Poems by Women HarperCollins, 1995, ISBN 9780880015813
- The Essential Clare (1992)

## Premios
- Premio Pulitzer de Poesía (1985), for Yin[10]
- Theodore Roethke Memorial Poetry Prize (1988)
- Premio de la Academia Estadounidense de las Artes y las Letras
- Premio de Honor de la Comisión de Artes de San Francisco
- Premio Borestone (seis ocasiones)
- Premio Pushcart (tres ocasiones)
- Poetry Society of America
- Premio John Masefield Memorial
- 46 / 5000

Resultados de traducción
Premio del Gobernador al mejor libro del año del Estado de Washington (1965, 1985)

## Lecturas
- David Rigsbee (1 de enero de 1990).  Ford-Brown, ed. An Answering Music: On the Poetry of Carolyn Kizer. ISBN 978-0-918644-32-9.
- Annie Finch; Johanna Keller; Candace McClelland; Carolyn Kizer (2001).  CavanKerry Press, ed. Carolyn Kizer: Perspectives on Her Life and Work. ISBN 978-0-9678856-5-0.

### Poemas online
- "A Muse of Water", "Amusing Our Daughters", "Fanny," "Lines to Accompany Flowers for Eve", "Pro Femina", "Summer near the River", "The Erotic Philosophers", "The Great Blue Heron", "The Intruder", "Through a Glass Eye, Lightly"
- "Fearful Woman' '
- "American Beauty"

### Entrevistas
- New York Times review of ' 'The Nearness of You' ' (22 de marzo de 1987)

### Fuente
- Esta obra contiene una traducción  derivada de «Carolyn Kizer» de Wikipedia en inglés, publicada por sus editores bajo la Licencia de documentación libre de GNU y la Licencia Creative Commons Atribución-CompartirIgual 4.0 Internacional.

- Datos: Q440064